# Championnats d'Europe de triathlon 2008
Navigation
Édition précédente Édition suivante
Les championnats d'Europe de triathlon 2008 sont la vingt-quatrième édition des championnats d'Europe de triathlon, une compétition internationale de triathlon sous l'égide de la fédération européenne de ce sport. L'épreuve est constituée de 1 500 mètres de natation, 40 kilomètres de vélo puis 10 kilomètres de course à pied.
Cette édition se tient dans la ville portugaise de Lisbonne et elle est remportée par le français Frédéric Belaubre chez les hommes et par la portugaise Vanessa Fernandes chez les femmes.

## Palmarès

### Hommes
| Rang               | Triathlète        | Temps           |
| ------------------ | ----------------- | --------------- |
| Médaille d'or      | Frédéric Belaubre | 1 h 53 min 3 s  |
| Médaille d'argent  | Tony Moulai       | 1 h 53 min 23 s |
| Médaille de bronze | Olivier Marceau   | 1 h 53 min 54 s |
| 4                  | Andreas Raelert   | 1 h 53 min 54 s |
| 5                  | Stéphane Poulat   | 1 h 53 min 54 s |
| 6                  | Pavel Simko       | 1 h 54 min 2 s  |
| 7                  | Javier Gómez      | 1 h 54 min 44 s |
| 8                  | Axel Zeebroek     | 1 h 54 min 44 s |
| 9                  | Sven Riederer     | 1 h 55 min 3 s  |
| 10                 | Maik Petzold      | 1 h 55 min 8 s  |

### Femmes
| Rang               | Triathlète        | Temps          |
| ------------------ | ----------------- | -------------- |
| Médaille d'or      | Vanessa Fernandes | 2 h 5 min 46 s |
| Médaille d'argent  | Nadia Cortassa    | 2 h 6 min 24 s |
| Médaille de bronze | Lisa Nordén       | 2 h 6 min 43 s |
| 4                  | Nicola Spirig     | 2 h 6 min 43 s |
| 5                  | Joelle Franzmann  | 2 h 6 min 46 s |
| 6                  | Radka Vodičková   | 2 h 7 min 5 s  |
| 7                  | Eva Dollinger     | 2 h 7 min 10 s |
| 8                  | Daniela Ryf       | 2 h 7 min 24 s |
| 9                  | Jessica Harrison  | 2 h 7 min 38 s |
| 10                 | Irina Abysova     | 2 h 8 min 4 s  |